# Новорычинский сельсовет
Новоры́чинский сельсове́т — сельское поселение в Приволжском районе Астраханской области. 
Административный центр — посёлок Пойменный.

## История
В 1958 году образовался Новорычинский сельсовет. 
6 августа 2004 года в соответствии с Законом Астраханской области № 43/2004-ОЗ установлены границы муниципального образования, сельсовет наделен статусом сельского поселения.

## Население
| 2010  | 2012  | 2013  | 2014  | 2015  | 2016  | 2017  |
| ----- | ----- | ----- | ----- | ----- | ----- | ----- |
| 1299  | ↗1315 | ↗1354 | ↗1390 | ↗1446 | ↗1481 | ↗1482 |
| 2018  | 2019  | 2020  | 2021  |       |       |       |
| ↘1477 | ↗1498 | ↗1513 | ↗1804 |       |       |       |

## Состав сельского поселения
| № | Населённый пункт | Тип населённого пункта          | Население |
| - | ---------------- | ------------------------------- | --------- |
| 1 | Пойменный        | посёлок, административный центр | ↗1804     |